# 哥伦比亚大学协会
哥伦比亚大学协会是一个非营利性机构和非政府组织，包括哥伦比亚的公立和私立大学。它的主要功能是讨论和研究哥伦比亚所有大学的现在和未来，主要以对高等教育的研究，促进大学的普及和和学术研究，促进继续教育和学术发展，建立全国网络和信息服务，同时和国际其他大学建立跨国交流。